# Världsmästerskapen i scratch
Världsmästerskapen i scratch infördes av UCI för både herrar och damer 2002 som en del av världsmästerskapen i bancykling.
På damsidan har Kirsten Wild tagit flest titlar, tre stycken, medan Jauhenij Karaljok, Franco Marvulli och Alex Rasmussen tagit två var bland herrarna.

## Podieplaceringar
| År   | Vinnare             | Tvåa            | Trea                |
| 1893 | Arthur A. Zimmerman | John S. Johnson | Julian Bliss        |
| 1894 | August Lehr         | Jaap Eden       | William Broadbridge |

| År   | Vinnare             | Tvåa                | Trea                |
| 2002 | Franco Marvulli     | Tony Gibb           | Stefan Steinweg     |
| 2003 | Franco Marvulli     | Robert Sassone      | Jean-Pierre van Zyl |
| 2004 | Greg Henderson      | Robert Slippens     | Walter Pérez        |
| 2005 | Alex Rasmussen      | Greg Henderson      | Matthew Gilmore     |
| 2006 | Jérôme Neuville     | Ángel Darío Colla   | Ioannis Tamouridis  |
| 2007 | Wong Kam Po         | Wim Stroetinga      | Rafał Ratajczyk     |
| 2008 | Aljaksandr Lisouski | Wim Stroetinga      | Roger Kluge         |
| 2009 | Morgan Kneisky      | Ángel Darío Colla   | Andreas Müller      |
| 2010 | Alex Rasmussen      | Juan Esteban Arango | Kazuhiro Mori       |
| 2011 | Kwok Ho Ting        | Elia Viviani        | Morgan Kneisky      |
| 2012 | Ben Swift           | Nolan Hoffman       | Wim Stroetinga      |
| 2013 | Martyn Irvine       | Andreas Müller      | Luke Davison        |
| 2014 | Ivan Kovaljov       | Martyn Irvine       | Cheung King Lok     |
| 2015 | Lucas Liss          | Albert Torres       | Robert Lea          |
| 2016 | Sebastián Mora      | Ignacio Prado       | Claudio Imhof       |
| 2017 | Adrian Tekliński    | Lucas Liss          | Christopher Latham  |
| 2018 | Jauhenij Karaljok   | Michele Scartezzini | Callum Scotson      |
| 2019 | Sam Welsford        | Roy Eefting         | Thomas Sexton       |
| 2020 | Jauhenij Karaljok   | Simone Consonni     | Sebastián Mora      |
| 2021 | Donavan Grondin     | Tuur Dens           | Rhys Britton        |
| 2022 | Dylan Bibic         | Kazushige Kuboki    | Roy Eefting         |
| 2023 | William Tidball     | Kazushige Kuboki    | Tuur Dens           |
| 2024 | Kazushige Kuboki    | Tobias Hansen       | Clément Petit       |

| År   | Vinnare             | Tvåa                 | Trea                |
| 2002 | Lada Kozlíková      | Rochelle Gilmore     | Olga Sljusareva     |
| 2003 | Olga Sljusareva     | Rochelle Gilmore     | Adrie Visser        |
| 2004 | Yoanka González     | Mandy Poitras        | Olga Sljusareva     |
| 2005 | Olga Sljusareva     | Katherine Bates      | Ljudmyla Vypyrajlo  |
| 2006 | María Luisa Calle   | Gina Grain           | Olga Sljusareva     |
| 2007 | Yumari González     | María Luisa Calle    | Adrie Visser        |
| 2008 | Ellen van Dijk      | Yumari González      | Belinda Goss        |
| 2009 | Yumari González     | Elizabeth Armitstead | Belinda Goss        |
| 2010 | Pascale Jeuland     | Yumari González      | Belinda Goss        |
| 2011 | Marianne Vos        | Katherine Bates      | Danielle King       |
| 2012 | Katarzyna Pawłowska | Melissa Hoskins      | Kelly Druyts        |
| 2013 | Katarzyna Pawłowska | Sofia Arreola        | Jevgenija Romanjuta |
| 2014 | Kelly Druyts        | Katarzyna Pawłowska  | Jevgenija Romanjuta |
| 2015 | Kirsten Wild        | Amy Cure             | Allison Beveridge   |
| 2016 | Laura Trott         | Kirsten Wild         | Stephanie Roorda    |
| 2017 | Rachele Barbieri    | Elinor Barker        | Jolien D'Hoore      |
| 2018 | Kirsten Wild        | Jolien D'Hoore       | Amalie Dideriksen   |
| 2019 | Elinor Barker       | Kirsten Wild         | Jolien D'Hoore      |
| 2020 | Kirsten Wild        | Jennifer Valente     | Maria Martins       |
| 2021 | Martina Fidanza     | Maike van der Duin   | Jennifer Valente    |
| 2022 | Martina Fidanza     | Maike van der Duin   | Jessica Roberts     |
| 2023 | Jennifer Valente    | Maike van der Duin   | Michaela Drummond   |
| 2024 | Lorena Wiebes       | Jennifer Valente     | Ally Wollaston      |